# Брштица
Брштица је насеље у Србији у општини Крупањ у Мачванском округу. Према попису из 2022. било је 944 становника.
Атару села припада некадашњи рудник Столице где је 26. септембра 1941. било саветовање.

## Демографија
У насељу Брштица живи 948 пунолетних становника, а просечна старост становништва износи 36,5 година (35,6 код мушкараца и 37,4 код жена). У насељу има 345 домаћинстава, а просечан број чланова по домаћинству је 3,63.
Ово насеље је великим делом насељено Србима (према попису из 2002. године), а у последња три пописа, примећен је пораст у броју становника.
|  |

| Демографија | Демографија | Демографија |
| Година      | Становника  | Становника  |
| ----------- | ----------- | ----------- |
| 1948.       | 1.080       |             |
| 1953.       | 1.213       |             |
| 1961.       | 1.352       |             |
| 1971.       | 1.222       |             |
| 1981.       | 1.186       |             |
| 1991.       | 1.243       | 1.227       |
| 2002.       | 1.254       | 1.272       |

| Етнички састав према попису из 2002.‍ | Етнички састав према попису из 2002.‍ | Етнички састав према попису из 2002.‍ | Етнички састав према попису из 2002.‍ | Етнички састав према попису из 2002.‍ |
| ------------------------------------ | ------------------------------------ | ------------------------------------ | ------------------------------------ | ------------------------------------ |
|                                      |                                      |                                      |                                      |                                      |
| Срби                                 | Срби                                 |                                      | 1.246                                | 99,36%                               |
| Хрвати                               | Хрвати                               |                                      | 2                                    | 0,15%                                |
| Словенци                             | Словенци                             |                                      | 1                                    | 0,07%                                |
| Муслимани                            | Муслимани                            |                                      | 1                                    | 0,07%                                |
| непознато                            | непознато                            |                                      | 1                                    | 0,07%                                |

| Година пописа     | 1948. | 1953. | 1961. | 1971. | 1981. | 1991. | 2002. |
| ----------------- | ----- | ----- | ----- | ----- | ----- | ----- | ----- |
| Број домаћинстава | 163   | 176   | 234   | 241   | 269   | 308   | 345   |

| Број чланова      | 1  | 2  | 3  | 4  | 5  | 6  | 7  | 8 | 9 | 10 и више | Просек |
| ----------------- | -- | -- | -- | -- | -- | -- | -- | - | - | --------- | ------ |
| Број домаћинстава | 46 | 64 | 47 | 80 | 53 | 39 | 12 | 2 | 1 | 1         | 3,63   |

| Пол    | Укупно | Неожењен/Неудата | Ожењен/Удата | Удовац/Удовица | Разведен/Разведена | Непознато |
| ------ | ------ | ---------------- | ------------ | -------------- | ------------------ | --------- |
| Мушки  | 503    | 144              | 329          | 19             | 10                 | 1         |
| Женски | 506    | 79               | 332          | 90             | 3                  | 2         |
| УКУПНО | 1.009  | 223              | 661          | 109            | 13                 | 3         |

| Пол    | Укупно                    | Пољопривреда, лов и шумарство | Рибарство                            | Вађење руде и камена | Прерађивачка индустрија       |
| ------ | ------------------------- | ----------------------------- | ------------------------------------ | -------------------- | ----------------------------- |
| Мушки  | 250                       | 90                            | 0                                    | 8                    | 52                            |
| Женски | 127                       | 57                            | 0                                    | 0                    | 40                            |
| УКУПНО | 377                       | 147                           | 0                                    | 8                    | 92                            |
| Пол    | Производња и снабдевање   | Грађевинарство                | Трговина                             | Хотели и ресторани   | Саобраћај, складиштење и везе |
| Мушки  | 6                         | 23                            | 13                                   | 6                    | 11                            |
| Женски | 0                         | 1                             | 9                                    | 3                    | 2                             |
| УКУПНО | 6                         | 24                            | 22                                   | 9                    | 13                            |
| Пол    | Финансијско посредовање   | Некретнине                    | Државна управа и одбрана             | Образовање           | Здравствени и социјални рад   |
| Мушки  | 0                         | 5                             | 9                                    | 3                    | 1                             |
| Женски | 0                         | 3                             | 0                                    | 3                    | 6                             |
| УКУПНО | 0                         | 8                             | 9                                    | 6                    | 7                             |
| Пол    | Остале услужне активности | Приватна домаћинства          | Екстериторијалне организације и тела | Непознато            | Непознато                     |
| Мушки  | 5                         | 0                             | 0                                    | 18                   | 18                            |
| Женски | 1                         | 0                             | 0                                    | 2                    | 2                             |
| УКУПНО | 6                         | 0                             | 0                                    | 20                   | 20                            |